# Herman Van Springel
Herman Van Springel (ur. 14 sierpnia 1943 w Ranst, zm. 25 sierpnia 2022 w Grobbendonk) – belgijski kolarz szosowy, srebrny medalista mistrzostw świata.

## Kariera
Największy sukces w karierze Herman Van Springel osiągnął w 1968 roku, kiedy zdobył srebrny medal w wyścigu ze startu wspólnego podczas mistrzostw świata w Imoli. W zawodach tych wyprzedził go jedynie Włoch Vittorio Adorni, a trzecie miejsce zajął kolejny Włoch, Michele Dancelli. W tej samej konkurencji był też szósty podczas mistrzostw świata w Montrealu w 1974 roku. Ponadto wygrał między innymi Flèche Hesbignonne, Grote Prijs Jef Scherens, Halle–Ingooigem i Gandawa-Wevelgem w 1966 roku, Giro di Lombardia i Omloop Het Nieuwsblad w 1968 roku, wyścig Paryż-Tours w 1969 roku, Chrono des Nations w latach 1969 i 1970, Mistrzostwa Zurychu w 1971 roku, Brabantse Pijl w latach 1970 i 1974 oraz wyścig Bordeaux-Paryż w latach 1970, 1974, 1975, 1977, 1978, 1980 i 1981. Wielokrotnie startował w Tour de France, wygrywając łącznie siedem etapów oraz klasyfikację punktową w 1973 roku. W klasyfikacji generalnej najlepszy wynik osiągnął w 1968 roku, kiedy zajął drugie miejsce, przegrywając tylko z Holendrem Janem Janssenem. Był też szósty w latach 1966 i 1973. W 1970 roku był również trzeci w Vuelta a Espana, a rok później zajął drugie miejsce w Giro d'Italia, w którym wyprzedził go tylko Szwed Gösta Pettersson. Nigdy nie wystąpił na igrzyskach olimpijskich. W 1981 roku zakończył karierę.